# 法洛馬斯 (喬治亞州)
法洛馬斯（英語：Philomath）是位於美國喬治亞州奧格爾索普縣的一個非建制地區。該地的面積和人口皆未知。

## 地理
法洛馬斯的座標為33°43′38″N 82°55′29″W / 33.72722°N 82.92472°W，而該地的平均海拔高度為197米（即646英尺）。